# Ivano Fontana
Ivano Fontana (ur. 25 listopada 1926 w Lukce, zm. 24 grudnia 1993 w Santa Maria a Monte) – włoski bokser, brązowy medalista letnich igrzysk olimpijskich w Londynie w kategorii średniej. W 1949 roku na Mistrzostwach Europy w Oslo zdobył brązowy medal (również w kat. średniej).

## Osiągnięcia

### Igrzyska Olimpijskie
- 1948  – brąz

### Mistrzostwa Europy
- 1949 –  brąz